# Паулик, Франтишек
Франциск Даниэль Паулик (пол. Franciszek Daniel Paulik; 13 августа 1866, Чимелицы, Королевство Богемия — 1940, Львов) — австрийский и польский военный чешского происхождения. Участник польско-украинской и советско-польской войн; дивизионный генерал польской армии. В 1940 году расстрелян в советской тюрьме.

## Биография
Родился в семье Винсенти и Марии, урожденной Янсон. Учился в одной из пражских средних школ и в местном кадетском корпусе (1881—1885). В 1885 году вступил в австрийскую армию. В 1888 году получил звание лейтенанта, в 1912 году стал капитаном. С 1914 года участвовал в боях Первой мировой войны, командуя сначала батальоном, а с 1915 года — 19-м полком львовских стрелков. В 1916 году получил чин подполковника.
В ноябре 1918 года вступил в польскую армию. До февраля 1919 был командиром офицерского резерва во Львове, затем командовал Оперативной группой в отряде полковника С. В. Сикорского в Восточной Малопольше. Во время польско-украинской войны принимал участие в боях за Львов. В мае 1919 года был назначен командиром 8-го пехотного полка легионеров. За бои на рубеже Западной Двины в октябре 1919 года был награжден Крестом Virtuti militari V степени.
С апреля 1920 года по сентябрь 1921 года командовал 13-й пехотной дивизией Войска польского (в том числе во время Киевской операции). 8 августа 1920 года получил звание генерал-лейтенанта. В сентябре 1921 года принял командование 24-й пехотной дивизией в Ярославе. С 3 мая 1922 года — бригадный генерал. 30 ноября 1925 года вышел в отставку с присвоением звания дивизионного генерала.
С начала 1930-х жил во Львове .
В ноябре 1939 года после начала Второй мировой войны и вторжения СССР в Польшу был арестован НКВД и заключен в тюрьму Бригидки во Львове, где позднее был расстрелян. Его имя присутствует в «Украинском катынском списке» (список 55/2-98, номер 2235).

## Награды
- Серебряный крест военного ордена Virtuti Militari (1921)[6]
- Крест Доблести
- Рыцарский крест ордена Леопольда с мечами (Австро-Венгрия)
- Орден Железной короны с мечами третьего класса (Австро-Венгрия)
- Военный Крест за заслуги III класса с мечами (Австро-Венгрия)
- серебряная медаль Signum Laudis (Австро-Венгрия) с мечами на ленте военного креста за заслуги
- бронзовая медаль Signum Laudis (Австро-Венгрия) с мечами на ленте Военного заслуги Креста
- бронзовая медаль Signum Laudis (Австро-Венгрия) на красной ленте
- Знак обслуживания для офицеров третьего класса (Австро-Венгрия)
- Военный Юбилейный Крест (Австро-Венгрия)